# Список императоров Британской Индии
Титул «Император Индии» был принят королевой Викторией в 1876 году в связи с ее коронацией как императрицы Индии.
В данном списке в хронологическом порядке представлены все императоры Индии в период с 1877 года вплоть до обретения Индией независимости в 1947 году.

## Список императоров Индии
| № | Император                                  | Изображение | Годы правления                    | Примечания                                                                   |
| - | ------------------------------------------ | ----------- | --------------------------------- | ---------------------------------------------------------------------------- |
| 1 | Виктория (англ. Victoria; 1819—1901)       |             | 1 мая 1876 — 22 января 1901       | Первая императрица Британской Индии; коронация — 1 мая 1877 года             |
| 2 | Эдуард VII (англ. Edward VII; 1841—1910)   |             | 22 января 1901 — 6 мая 1910       | Сын Виктории, первый император Британской Индии                              |
| 3 | Георг V (англ. George V; 1865—1936)        |             | 6 мая 1910 — 20 января 1936       | Сын Эдуарда VII, самый долгоправящий монарх Британской Индии (26 лет)        |
| 4 | Эдуард VIII (англ. Edward VIII; 1894—1972) |             | 20 января 1936 — 11 декабря 1936  | Сын Георга V, некоронованный император Британской Индии; отрекся от престола |
| 5 | Георг VI (англ. George VI; 1895—1952)      |             | 11 декабря 1936 — 15 августа 1947 | Сын Георга V, последний император Британской Индии                           |

## Рейтинги монархов
- Самое долгое правление у императора Георга V (26 лет) и у императрицы Виктории (24 года);
- Самое короткое правление у Эдуарда VIII (меньше года);
- Самый молодой император — Георг VI (стал императором в 41 год);
- Самый пожилой император — Эдуард VII (стал императором в 60 лет).